# 아르케실라오스
아르케실라오스(Ἀρκεσίλαος, 기원전 316/5년 ~ 기원전 241/0년)는 그리스의 철학자이자 중기 아카데미아 학파의 창설자이다. 기원전 263년 경 아카데미아의 수장으로서 크라테스를 계승하였다. 그 자신은 저술을 통하여 자신의 주장을 보존하지 않았으므로, 그의 사상은 후대 저술가의 저술을 통해서만 엿볼 수 있다. 그는 아카데미아에 회의주의를 도입한 최초의 철학자였다. 즉, 진리 그 자체의 존재는 믿었더라도 그는 세계에 대한 진리를 발견하는 감각의 능력을 의심하였다. 이는 아카데미아의 회의주의 시기를 도입하였다. 그는 사상적으로 스토아 학파와 이들의 실제는 확신으로 이해할 수 있다는 믿음과 대립하였다. 

## 같이 보기
- 아카데미아 회의주의